# Pseudochazara schakuhensis
Pseudochazara schakuhensis är en fjärilsart som beskrevs av Otto Staudinger 1881. Pseudochazara schakuhensis ingår i släktet Pseudochazara och familjen praktfjärilar. Inga underarter finns listade i Catalogue of Life.